# Teledienstedatenschutzgesetz
Das Teledienstedatenschutzgesetz (TDDSG) regelte den Datenschutz der Nutzer von sog. Telediensten, etwa Online-Shops oder Unternehmens-Webseiten ohne redaktionelle Inhalte. Das TDDSG wurde am 1. März 2007 aufgehoben und durch das Telemediengesetz abgelöst. In Kraft trat das TDDSG seinerzeit zusammen mit dem Teledienstegesetz und dem Signaturgesetz als Teil des Informations- und Kommunikationsdienste-Gesetzes (IuKDG) vom 22. Juli 1997 (BGBl. I S. 1870).
Das TDDSG darf nicht verwechselt werden mit dem TTDSG, also dem Telekommunikation-Telemedien-Datenschutz-Gesetz. Letzteres trat zum 1. Dezember 2021 in Kraft und ist sachlich ein Nach-Nachfolger des TDDSG.
Das TDDSG war nur neun Paragraphen kurz. Es enthielt u. a. Regelungen zu einer Einwilligungspflicht im Falle von Datenverarbeitungen beim Besuch von Internetseiten, Hinweispflichten des Seitenbetreibers (sog. Datenschutz-Hinweise) sowie eine Ausnahme der Einwilligungspflicht bei besonderen Konstellationen mit Bestandsdaten und Nutzungsdaten. Auch gab es eine Regelung zum eingeschränkten Kopplungsverbot von Datenverarbeitungen.
Datenschutzrechtliche Aspekte zu sog. Mediendiensten, also insbesondere Online-Angebote mit journalistischen Inhalten bzw. redaktionellem Charakter, wurden seinerzeit in einem anderen Gesetz geregelt, dem Staatsvertrag über Mediendienste (kurz: MDStV – siehe dort III. Abschnitt, §§ 12 ff.). Die datenschutzrechtlichen Regelungen des MDStV waren im Grundsatz identisch mit dem TDDSG, teils sogar wortgleich.